# Saintpauliasläktet
Saintpauliasläktet (Saintpaulia) är ett växtsläkte i familjen gloxiniaväxter med ett 20-tal arter från nordöstra Tanzania och sydöstra Kenya. Några arter odlas som krukväxter och arten saintpaulia (S. ionantha, har även kallats usambaraviol) är en av världens populäraste krukväxter. Flera av arterna är hotade på sina naturliga växtplatser.
I början av 1890-talet skickades de första arterna till Europa av den tyske konsuln baron Walter von Saint Paul-Illaire, som ansvarade för Tanganyika (dåtidens Tanzania). Släktet är uppkallat efter baron Walter och hans far, som var trädgårdsmästare i Hannover.
Saintpaulior är städsegröna fleråriga örter som blir mellan 6 och 15 centimeter höga och plantorna kan bli upp till 30 centimeter i diameter. Bladen sitter i rosetter, de är runda eller något ovala, ganska köttiga och håriga. Blommorna är mellan 2 och 3 centimeter i diameter och sitter i samlingar med tre till tio blommor i varje. Kronan är femflikig och blomfärgen hos de vilda arterna är lila, blekblå eller vit.

## Sorter och hybrider
Man uppskattar att det finns kring 50 000 olika saintpaulia-sorter. De flesta är sorter av saintpaulia (S. ionantha), men hybrider med andra arter förekommer också.

## Saintpauliaföreningar
Under 1900-talet har intresset för växten ökat mycket, särskilt i USA där det första saintpauliasällskapet, African Violet Society of America, bildades 1946 . Svenska Saintpauliasällskapet bildades 1985. I Finland grundades 2003 ett saintpauliasällskap med fokus på de vilda arterna och deras bevarande i Afrika. Initiativtagarna till det finska saintpauliasällskapet är forskarstuderande på Helsingfors universitet. Det finns flera klubbar och underavdelningar till det amerikanska saintpauliasällskapet runt om i världen, och i Ryssland och näraliggande stater finns också flera föreningar och klubbar, liksom i bortre Asien. I Storbritannien finns African Violet and Houseplant Society.